# Вивид Ентъртейнмънт
Вивид Ентъртейнмънт (на английски: Vivid Entertainment) е американска компания, чиято основна дейност е продуцирането на порнографски филми. Създадена е през 1984 г., а нейни основатели са Стивън Хирш и Дейвид Джеймс.
Компанията е носител на редица от най-престижните награди в областта на порнографията – AVN, XBIZ, XRCO, F.A.M.E. и други.
Сред порнографските актриси, участвали в продукции на Вивид Ентъртейнмънт, са: „Кралицата на порното“ Джена Джеймисън, Бриана Банкс, Кейдън Крос, Моник Алекзандър, Съни Леоне, Сънрайс Адамс, Тера Патрик, Чейси Лейн и други.